# Municipio de Beaulieu (Dakota del Norte)
El municipio de Beaulieu (en inglés: Beaulieu Township) es un municipio ubicado en el condado de Pembina en el estado estadounidense de Dakota del Norte. En el año 2010 tenía una población de 155 habitantes y una densidad poblacional de 1,66 personas por km².

## Geografía
El municipio de Beaulieu se encuentra ubicado en las coordenadas 48°45′17″N 97°53′36″O / 48.75472, -97.89333. Según la Oficina del Censo de los Estados Unidos, el municipio tiene una superficie total de 93.33 km², de la cual 93,12 km² corresponden a tierra firme y (0,22 %) 0,21 km² es agua.

## Demografía
Según el censo de 2010, había 155 personas residiendo en el municipio de Beaulieu. La densidad de población era de 1,66 hab./km². De los 155 habitantes, el municipio de Beaulieu estaba compuesto por el 94,19 % blancos, el 2,58 % eran afroamericanos, el 0,65 % eran amerindios, el 0,65 % eran asiáticos y el 1,94 % eran de una mezcla de razas. Del total de la población el 3,87 % eran hispanos o latinos de cualquier raza.